# 卡特琳·鲁乔-施通波罗夫斯基
卡特琳·鲁乔-施通波罗夫斯基（德語：Katrin Rutschow-Stomporowski，1975年4月2日—），旧姓鲁乔（Rutschow），德国女子赛艇运动员。她曾代表德国参加1996年、2000年和2004年夏季奥林匹克运动会赛艇比赛，获得二枚金牌和一枚铜牌。